# Мозырский машиностроительный завод
ОАО «Мо́зырский машинострои́тельный заво́д» — машиностроительное предприятие в городе Мозыре, Белоруссия. Основан в 1950-е годы. В 2014 году предприятие было включено в состав холдинга «МТЗ-ХОЛДИНГ». Основным профилем предприятия на протяжении многих лет является производство и ремонт машин для целей мелиорации и сельского хозяйства: траншейных экскаваторов, дренажных машин, машин для торфоразработки и т. п.

## История
Строительство завода в Мозыре началось в 1950 году. Завод создавался согласно постановлению Совета народных комиссаров СССР № 1522 от 29 июня 1945 года «О неотложных мероприятиях по восстановлению осушительных систем и освоению осушенных земель БССР», где в качестве одного из этапов предусматривалось строительство в ремонтно-экскаваторного завода. Первая продукция Мозырского ремонтно-экскаваторного завода была выпущена в 1953 году, выпуск вёлся одновременно с продолжением строительства. Одной из проблем завода была подготовка кадров, эта задача решалась с помощью курсов рабочих профессий. К концу года коллектив завода насчитывал 125 человек. Часть коллектива набиралась за счёт отбывающих исправительные работы (ИТР). Весной 1956 года было закончено строительство механосборочного цеха, к этому времени уже были построены ремонтно-механический, модельно-столярный и инструментальный цех. Строительству завода помогали специалисты с других предприятий Белоруссии, одновременно с заводом вокруг него рос рабочий посёлок, где строились дома и объекты жилищно-коммунального комплекса (магазины, школы, спортивные площадки и проч.) Основной продукцией предприятия были экспериментальные машины для нужд мелиорации, завод также занимался ремонтом тракторов, экскаваторов и других мелиоративных машин.
Постановлением Совета министров БССР № 764 от 28 ноября 1958 года предприятие было переименовано, получив название Мозырский завод мелиоративных машин. Была изменена номенклатура производившейся продукции. Увеличились требования к уровню производства, вследствие чего потребовалось повысить профессиональную подготовку коллектива, состоявшего преимущественно из молодых рабочих. В 1960-х годах возрос уровень новизны выпускаемой продукции (так, на Мозырском заводе впервые в СССР был выпущен самоходный скрепер, здесь были созданы не имеющие аналогов бестраншейные дреноукладчики), продукция предприятия стала широко экспортироваться по всему миру, в том числе в страны Азии, Африки, Латинской Америки. В 1966 году каналокопатель КФН-1200 был удостоен золотой медали на международной выставке «Современные сельхозмашины и оборудование». Предприятие неоднократно получало правительственные дипломы.
В 1991 году завод стал арендным предприятием. В конце 2000 года предприятие было переименовано в ОАО «Мозырский машиностроительный завод». Приказом № 642 Министерства промышленности Белоруссии от 8 октября 2004 года завод был включён в производственное объединение «Минский тракторный завод». Основной продукцией предприятия остаются сельскохозяйственные машины.

## Продукция
За свою историю предприятие производило широкий спектр мелиоративной и сельскохозяйственной техники. Известны навесные фрезерные каналокопатели КФН-1200 и КФН-1200А (на базе трактора Т-100МБГС, предназначенные для отрытия осушительных каналов в торфяных и минеральных грунтах глубиной до 1,2 метра, а также ещё более мощные модели каналокопателей, в том числе Д-583 массой 40 тонн (глубина отрываемого канала 2 метра), ЭТР-171, двухроторный экскаватор ЭТР-125А на базе трактора Т-130БГ-3, и другие. Завод производил корчеватели Д-695А, машины для глубокого фрезерования торфа МТП-44А на базе трактора Т-130БГ-1 и целый ряд других машин для торфоразработок, для нужд сельского и лесного хозяйства. В начале 1960 годов заводом был выпущен первый советский самоходный скрепер Д-357Г. Известен также выпускавшийся заводом бестраншейный дреноукладчик МД-4 (могущий работать в паре с тягачом МД-5), аналогичные ему машины МД-12, МД-13 и другие на базе трактора Т-130.
Мозырский машиностроительный завод продолжает выпускать технику для лесного и сельского хозяйства (рубильные машины, погрузочно-транспортные машины на базе различных тракторов, гидравлические манипуляторы), технику для дорожного и коммунального хозяйства (фронтальные погрузчики, плужно-щёточное оборудование, подъёмники), а также товары народного потребления. Также трактора для перевозки леса, погрузчики брёвен.